# Zusje (single)
Zusje is een single van de Nederlandse rappers Ronnie Flex en Mr. Polska uit 2014. Het werd uitgebracht als derde track van het album De nacht is nog jong net als wij voor altijd uit 2014. Het nummer werd eerder als single uitgebracht in januari van 2014.

## Achtergrond
Zusje is geschreven door Ronnie Flex, Mr. Polska en Boaz van de Beatz en geproduceerd door Ronnie Flex en Boaz van de Beatz. Het lied gaat over hoe Ronnie Flex terugkijkt op zijn middelbareschooltijd.
 Zusje was een kleine hit in Nederland, piekend op een 25e plaats in de Nederlandse Top 40 en op een bescheiden 43e plaats in de Single Top 100.